# DJ龍太
DJ龍太（ディージェイりゅうた、1975年12月1日 - ）は、北海道札幌市出身のラジオパーソナリティ。NPO法人セーブライフザムーブメント代表理事・イベント運営会社の社長も務めている。血液型はO型。本名、佐藤龍太。

## 略歴
北海道札幌東豊高等学校を卒業後、工事現場での施工管理業務、ファミリーレストラン、ラーメン屋、出版社の営業を経て、クラブMC兼DJ、歌手になるためのオーディションにも挑戦しつつ長距離トラック運転手ヘ転職。
アルバイト先のクラブでAIR-G'のスタッフにスカウトされたことがきっかけで、2002年からAIR-G’に所属し、2024年9月まで在籍。

## 人物
- 好きなもの：ゾンビ[5]
- サッカー選手の伊藤壇は小・中学時代の同級生。現在でも交流があり、番組のゲストに伊藤が来ることも多かった[6]。

## 出演
以下は、エフエム北海道（AIR-G'）の番組。

### ラジオ番組
- G-TRACKS COUNTDOWN（2002年）
- R（月-木曜日、2004年10月 - 2007年3月30日）
- R advance RAD'S（月-木曜日、2007年4月2日 - 2009年3月31日）
- AIR-G' FRIDAY TOP 40（金曜日）
- lief（木曜日、11:30 - 15:55、2010年10月7日 - 10月28日）※北川久仁子の産休による10月度代役として出演。
- 龍太の漢一匹!畳魂（土曜日、25:00 - 26:00、2012年6月30日終了）
- 大三元（月-水曜日、18:00 - 20:00、2009年3月30日 - 2013年3月27日）
- AIR-G' 40 VIBES（木曜日、18:00 - 20:00、2013年3月28日終了）
- 龍・W・F (日曜深夜、24:00 - 25:00、2012年7月14日 - 2017年3月26日)
- GTR (月-木曜日、20:00 - 21:44、2013年4月1日 - 2017年3月30日)
- 龍・拡・散 (日曜深夜、24:00 - 25:00、2017年4月2日 - 2024年9月29日)
- G'-ora 〜ジオラ〜（月-木曜日、16:00 - 18:55、2022年3月21日 - 2024年9月30日）

### イベント
- AIR-G' DJ龍太 presents 夜のトビラをこじ開けろ!!
  - vol.1（2005年4月23日、KING-XMHU(キングムー)）
  - vol.2（2006年3月26日、KING-XMHU）
  - vol.3（2007年9月25日、Zepp Sapporo）※AIR-G' 開局25周年記念イベント
  - vol.4（2009年12月18日、Zepp Sapporo）
  - AIR-G'公開録音Kis-My-Ft2　Thank youじゃん！inサッポロファクトリー(2014年12月24日、サッポロファクトリー)